# Nordiska Museet

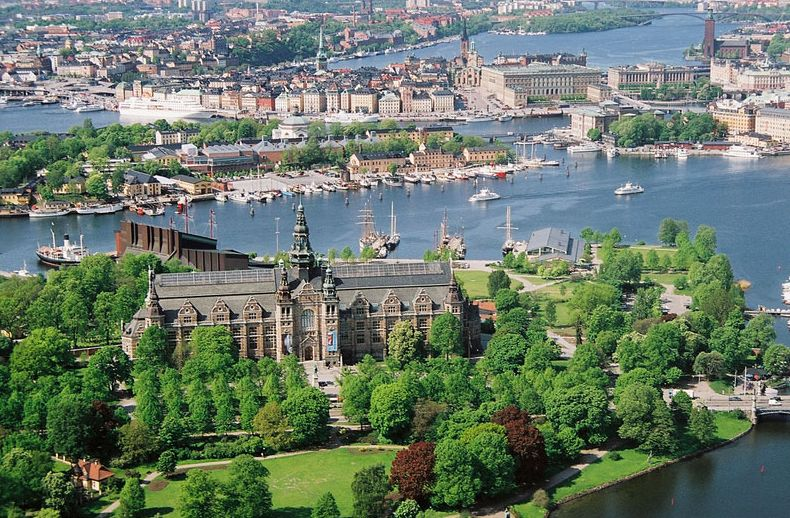
Das Nordiska Museet, gesehen vom Kaknästornet.

Das Nordiska Museet liegt auf der Insel Djurgården in Stockholm und ist für die Darstellung der Kulturgeschichte und Volksgruppen in Schweden verantwortlich. Die ältesten Exponate stammen ungefähr vom Anfang des 16. Jahrhunderts.

## Geschichte
Das Museum wurde zum Ende des 19. Jahrhunderts von Artur Hazelius gegründet, der auch für die Eröffnung des Freilichtmuseums Skansen verantwortlich war. Das Nordische Museum startete als skandinavisch-ethnographische Sammlung in einem Haus der Stockholmer Drottninggatan. 1880 wurde die Sammlung in „Nordisches Museum“ umbenannt und wurde zu einer Stiftung des schwedischen Volkes.

## Bau
Ein Teil des Museums wurde 1897 mit der Stockholmer Kunst- und Industrieausstellung eröffnet. 1907 zog das Museum in das heutige Gebäude ein. Der Bau des Architekten Isak Gustaf Clason im Renaissancestil fällt vor allem durch seine große Mittelhalle auf. Diese ist 125 m lang und 24 m hoch. In ihrem Zentrum befindet sich eine sechs Meter hohe, polychrome Holzstatue des Bildhauers Carl Milles, die König Gustav Wasa sitzend auf seinem Thron darstellt. Seit 1971 steht das Gebäude  als Byggnadsminne unter Denkmalschutz.

## Aktivitäten

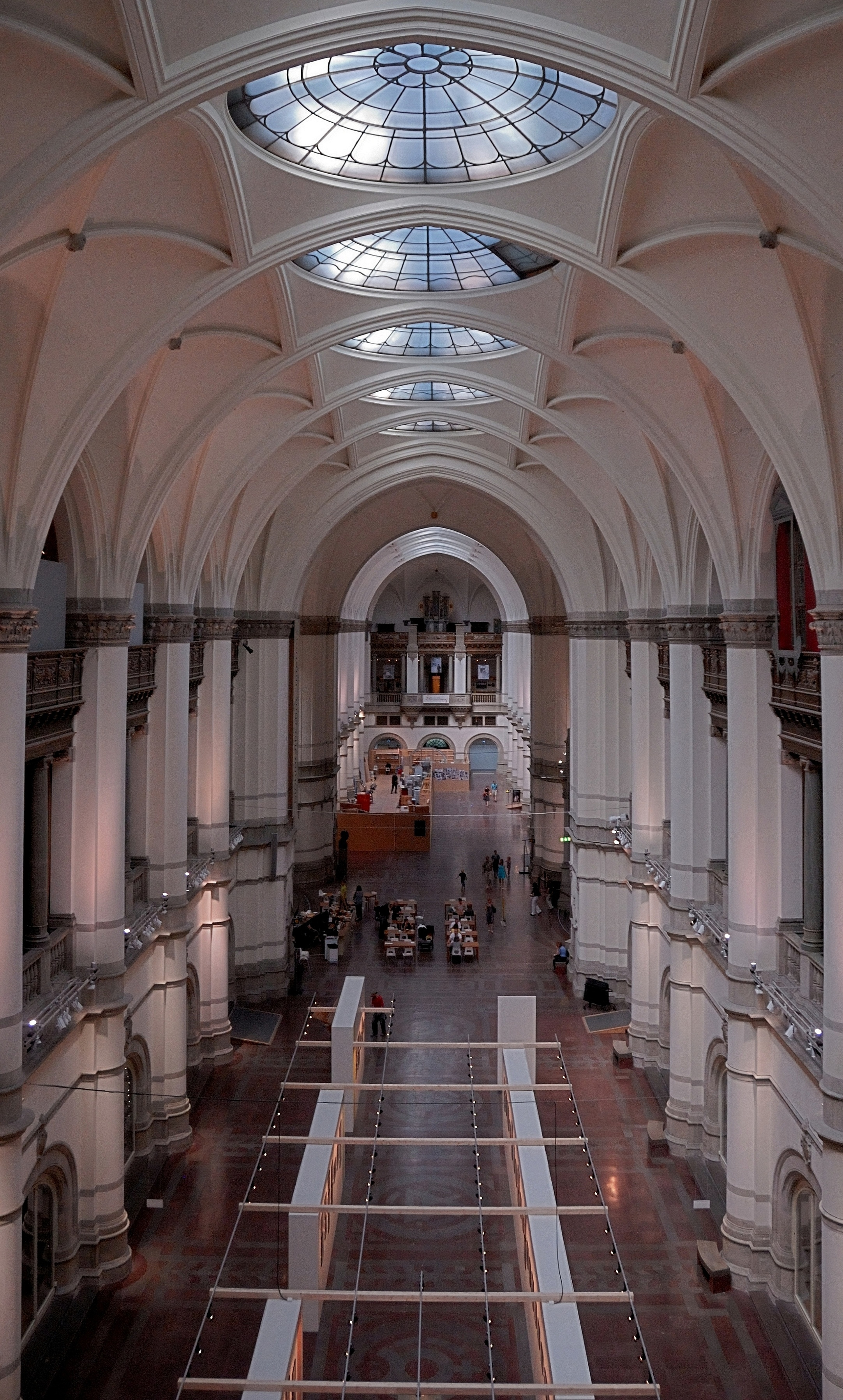
Haupthalle mit Fotoausstellung im Vordergrund (2011)

Das Nordiska Museet zeigt Dauer- und Wechsel-Ausstellungen über Sitten und Gebräuche des Landes sowie Mode, Volkstrachten, Volkskunst, Spielzeug, möblierte Räume mit gedeckten Tischen und Alltagsgegenständen von damals und heute, Gemälde von August Strindberg sowie Fotografien und Fotoapparate. In den Sammlungen befinden sich zurzeit ca. 1,5 Millionen Gegenstände und in der wissenschaftlichen Bibliothek an die 250.000 Bücher. Das Nordische Museum besitzt und verwaltet auch einige Schlösser und Herrensitze wie Schloss Tyresö, Svindersvik und Julita gård.

## Bildergalerie

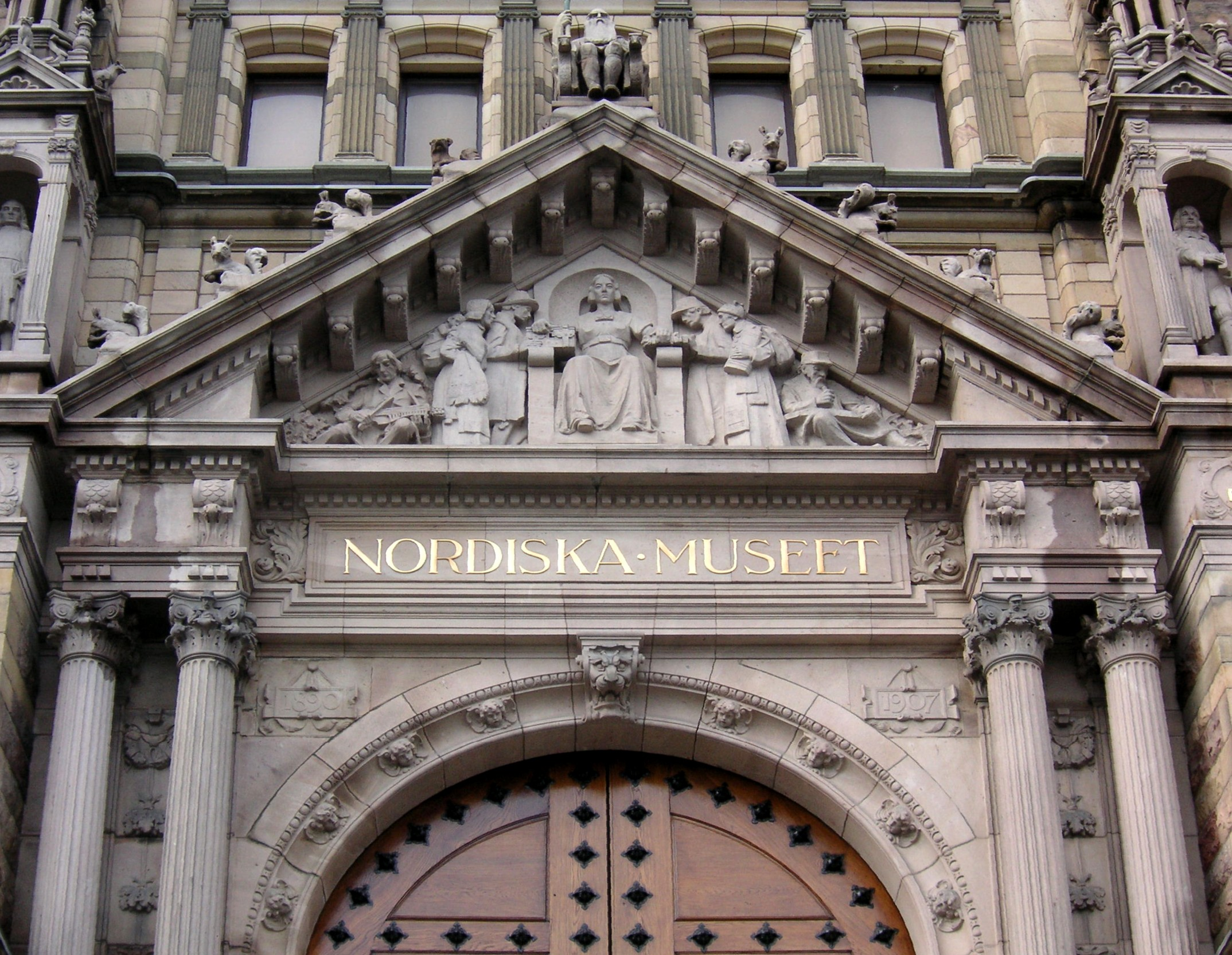
Haupteingang
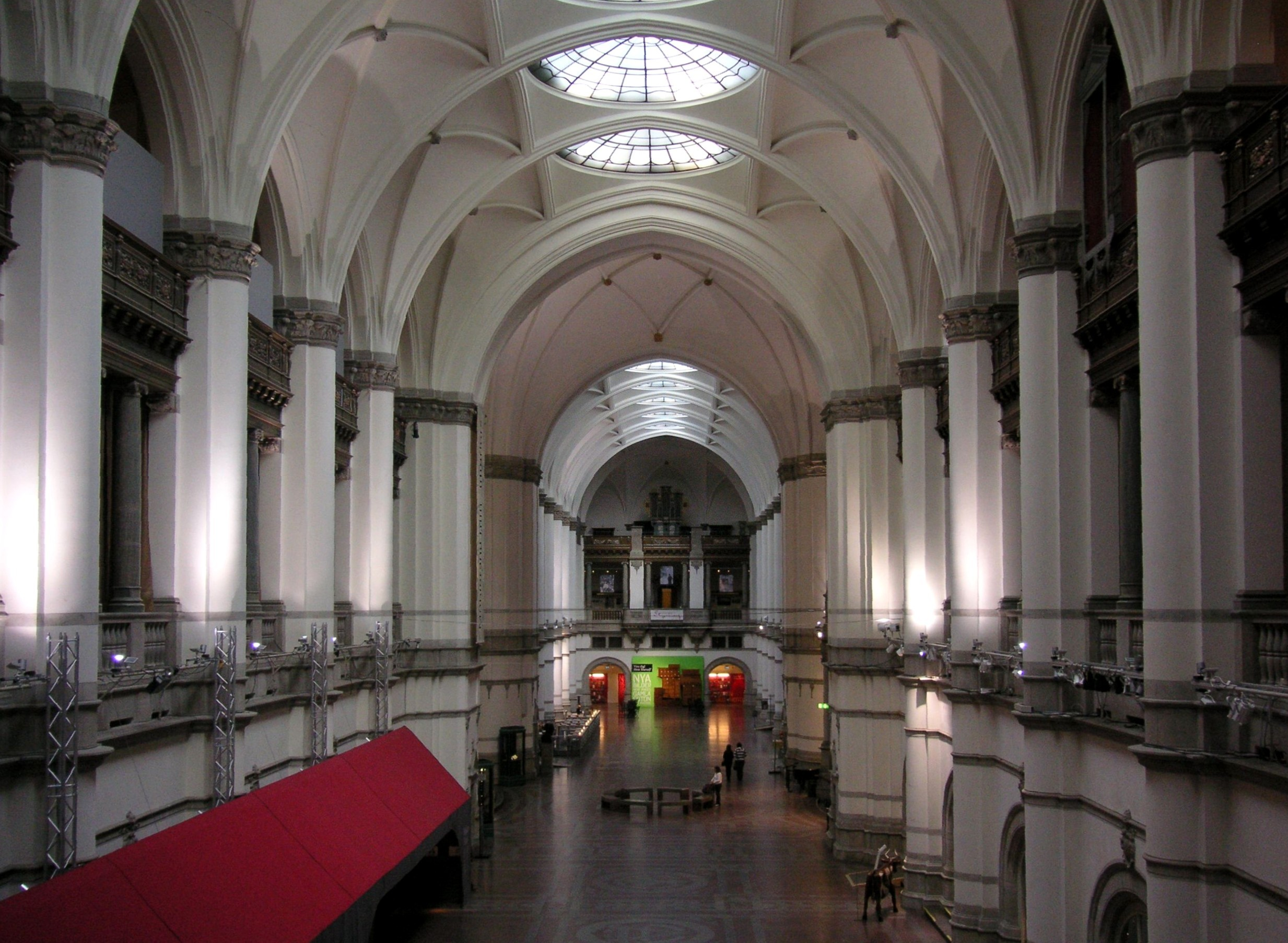
Haupthalle
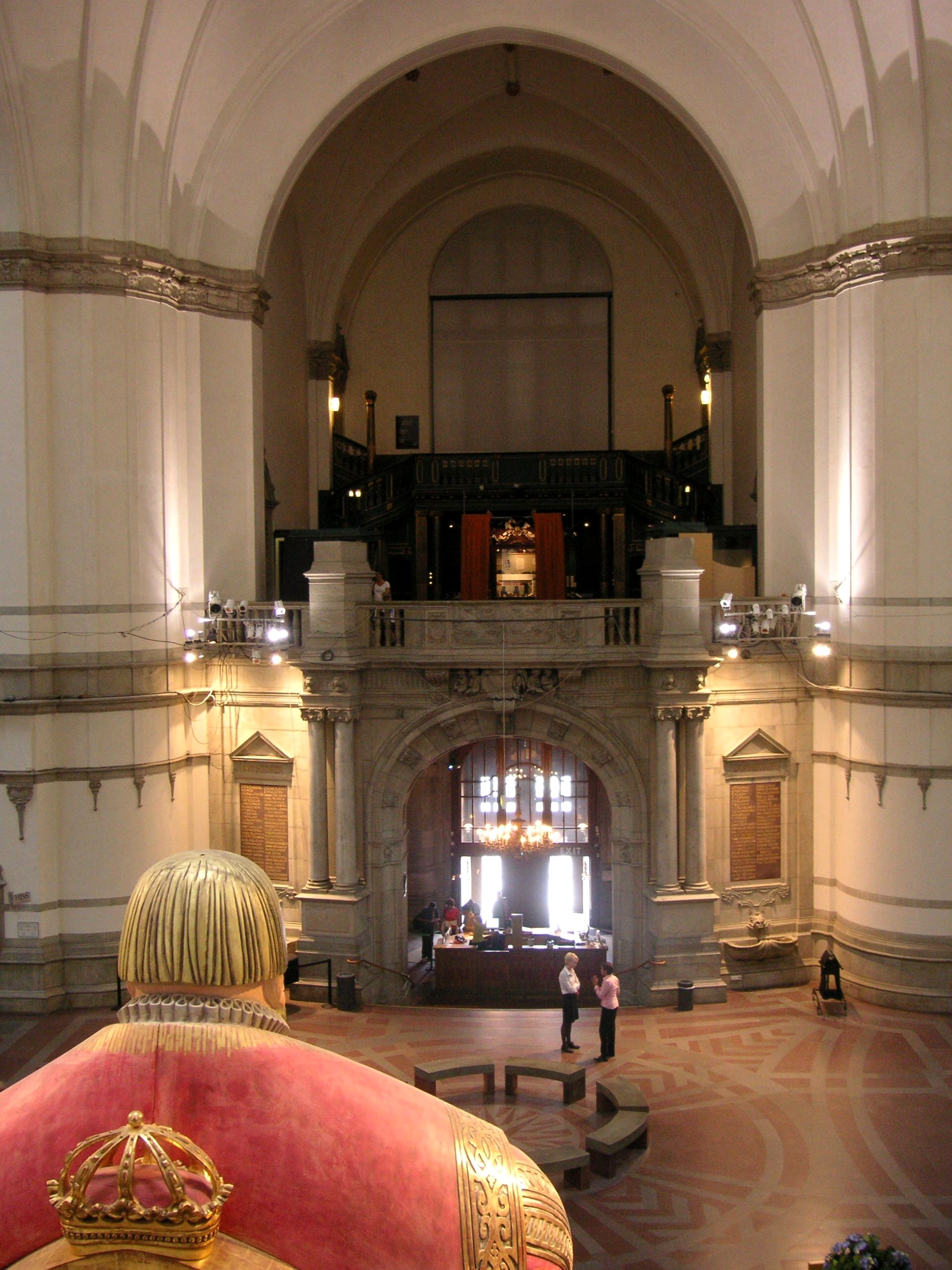
Haupthalle
Südfassade

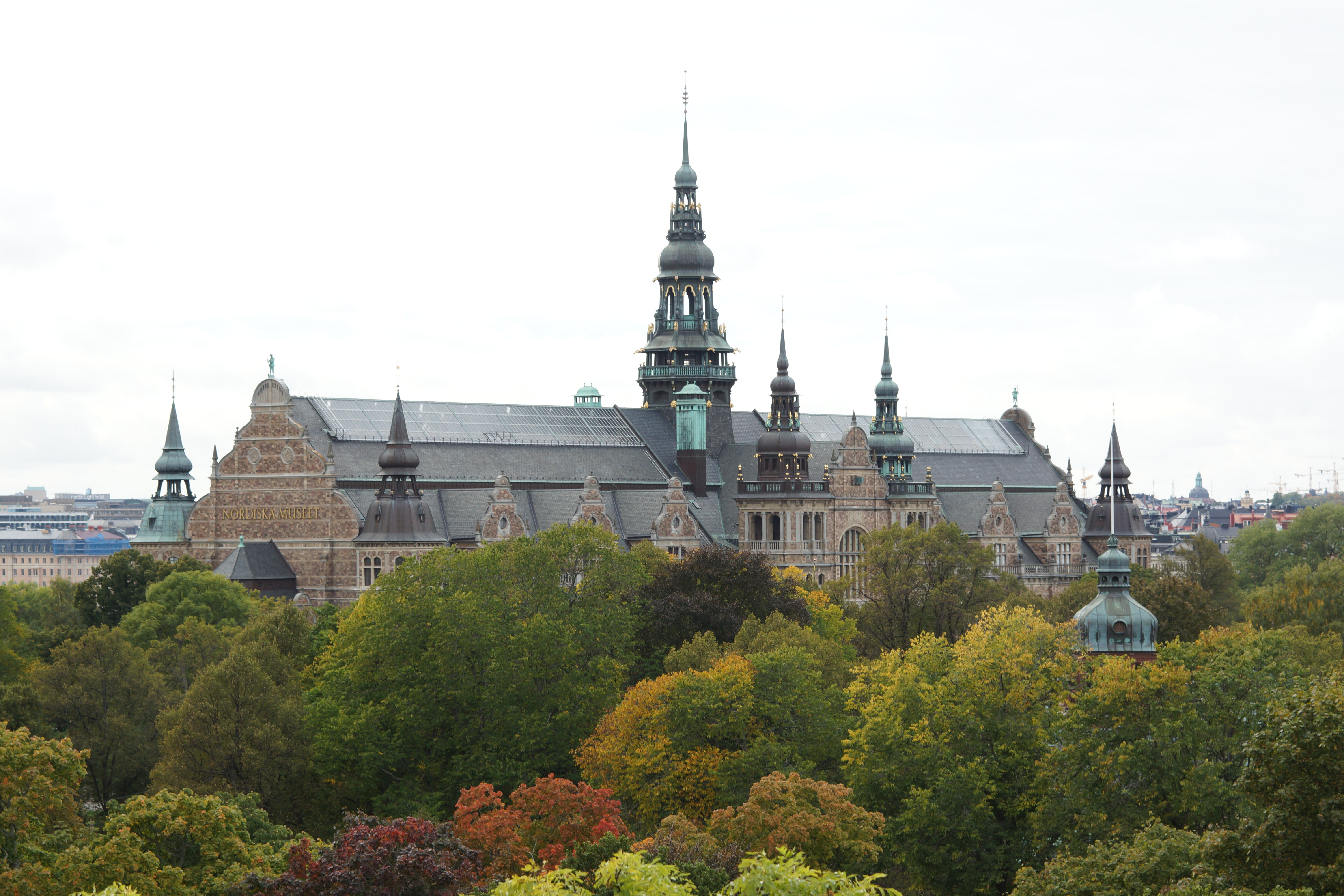
Außenansicht
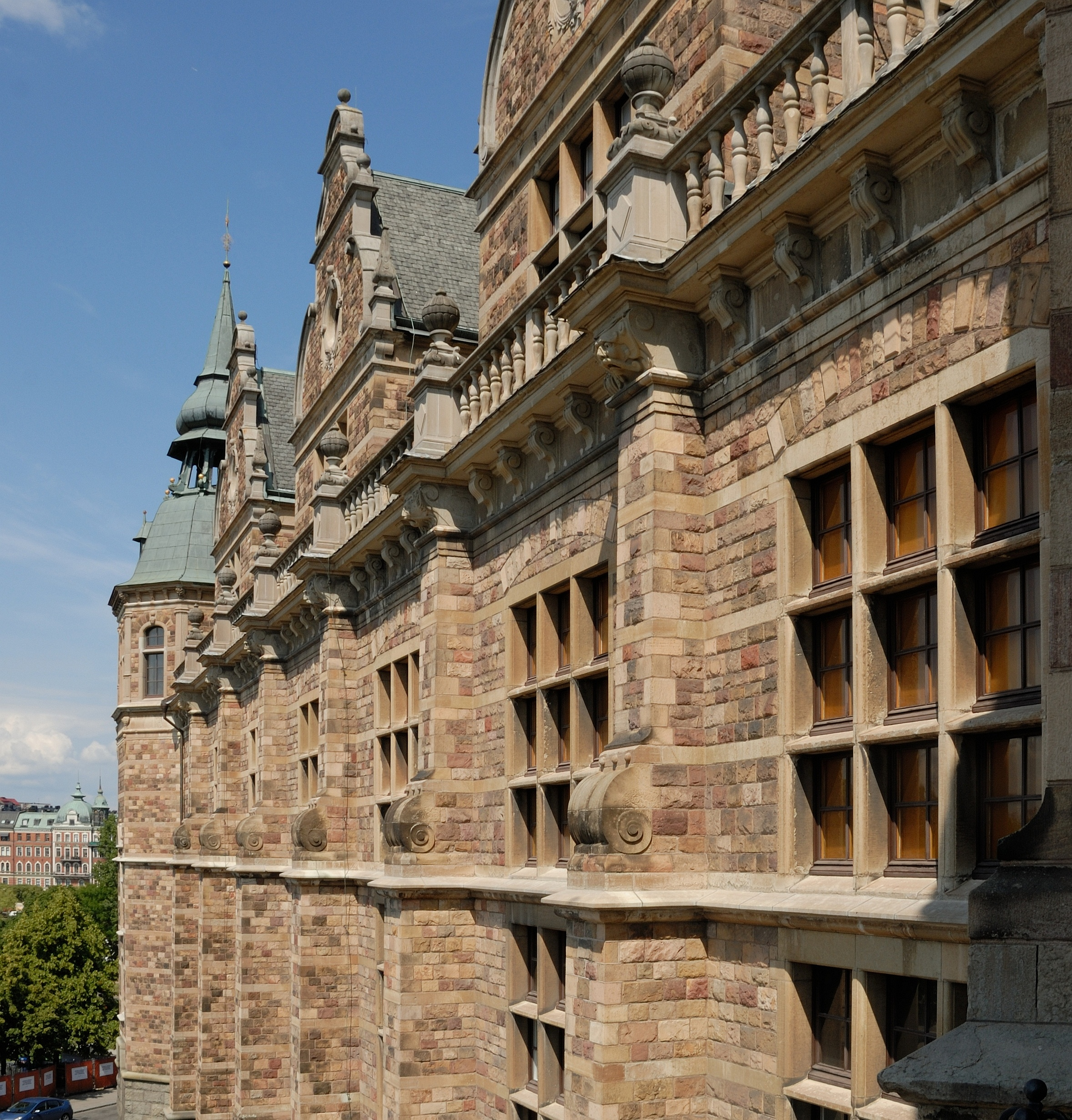
Fassadendetail
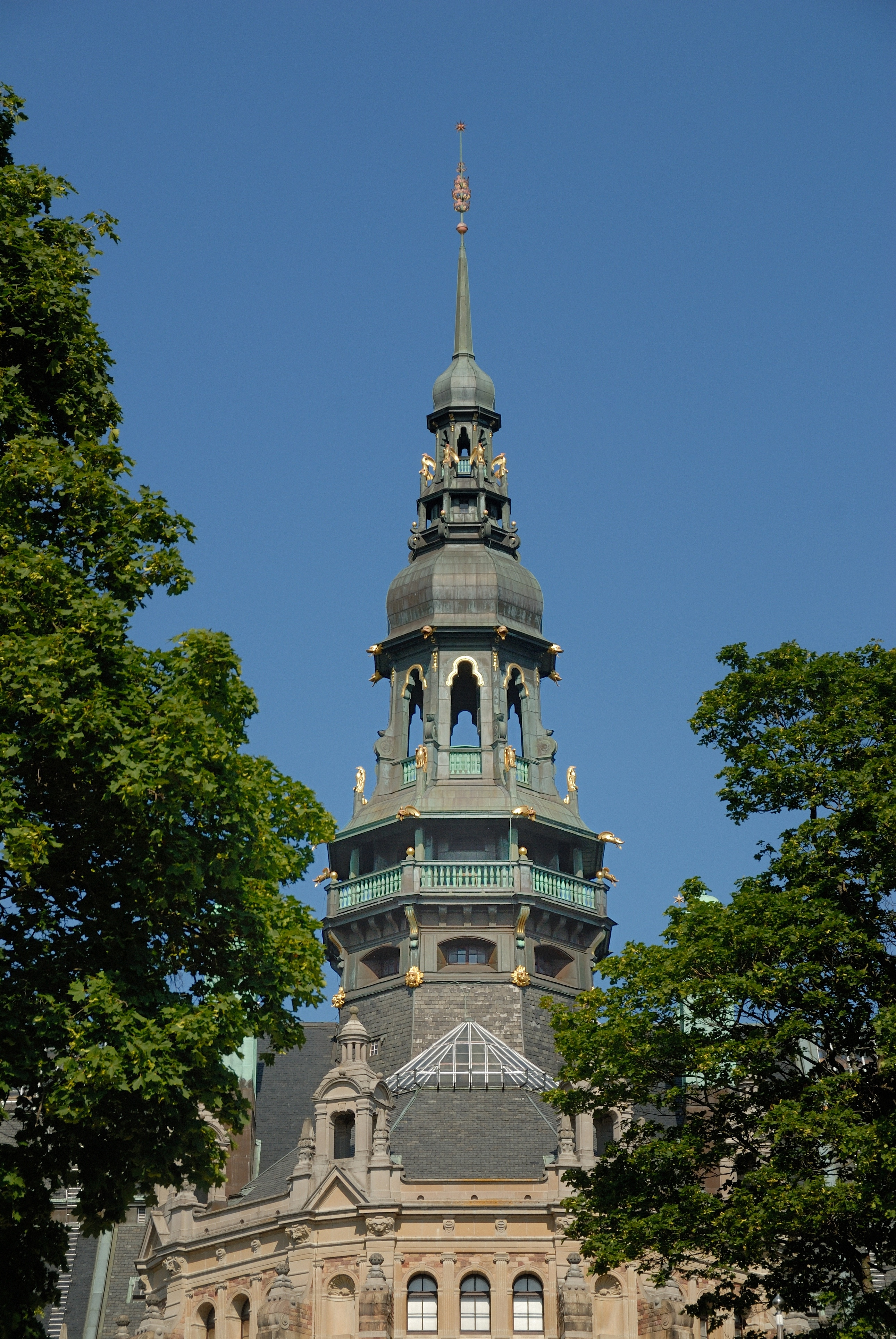
Turm des Nordischen Museums